# Đào

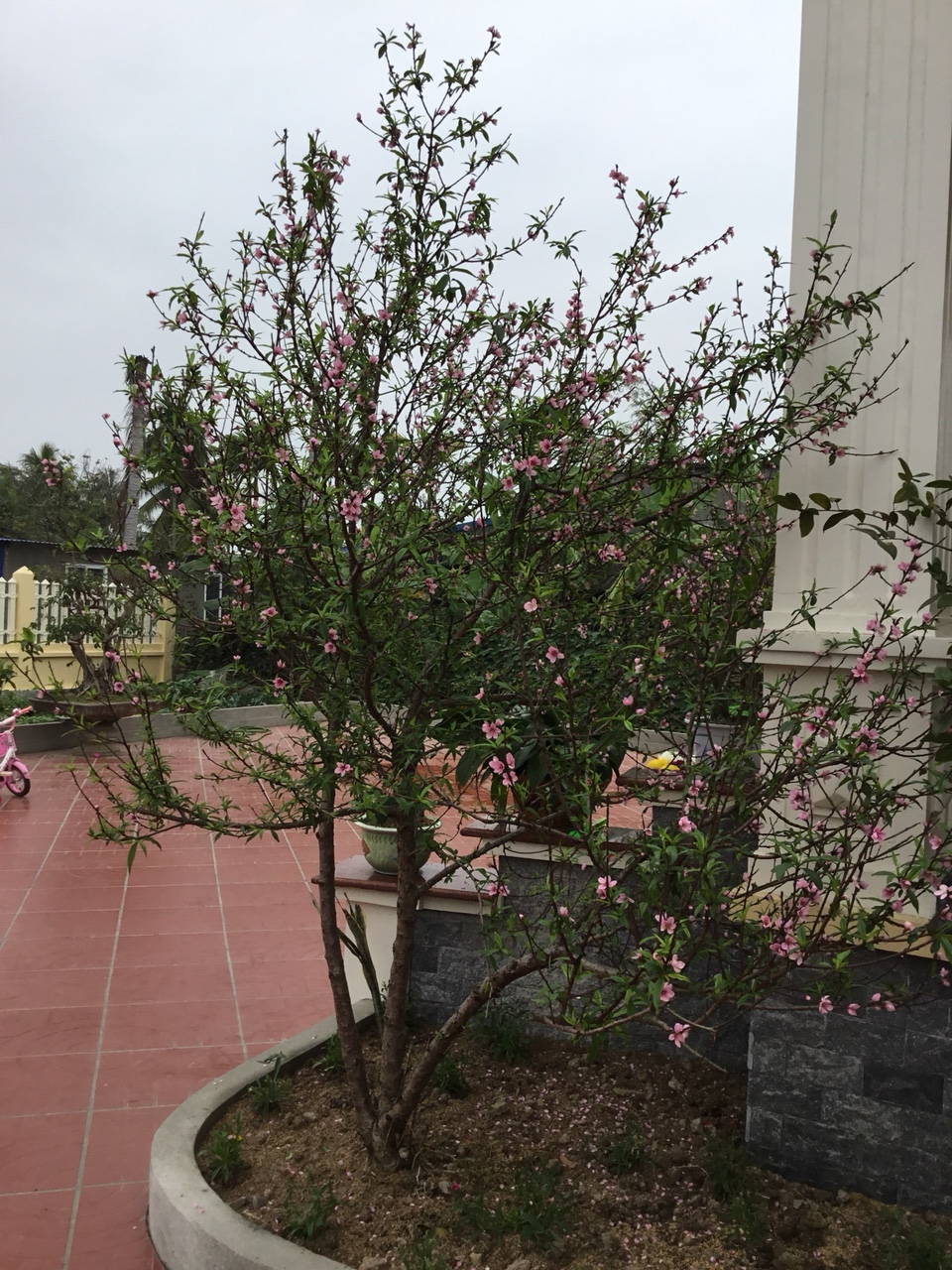
Một cây đào ta tại Hải Phòng

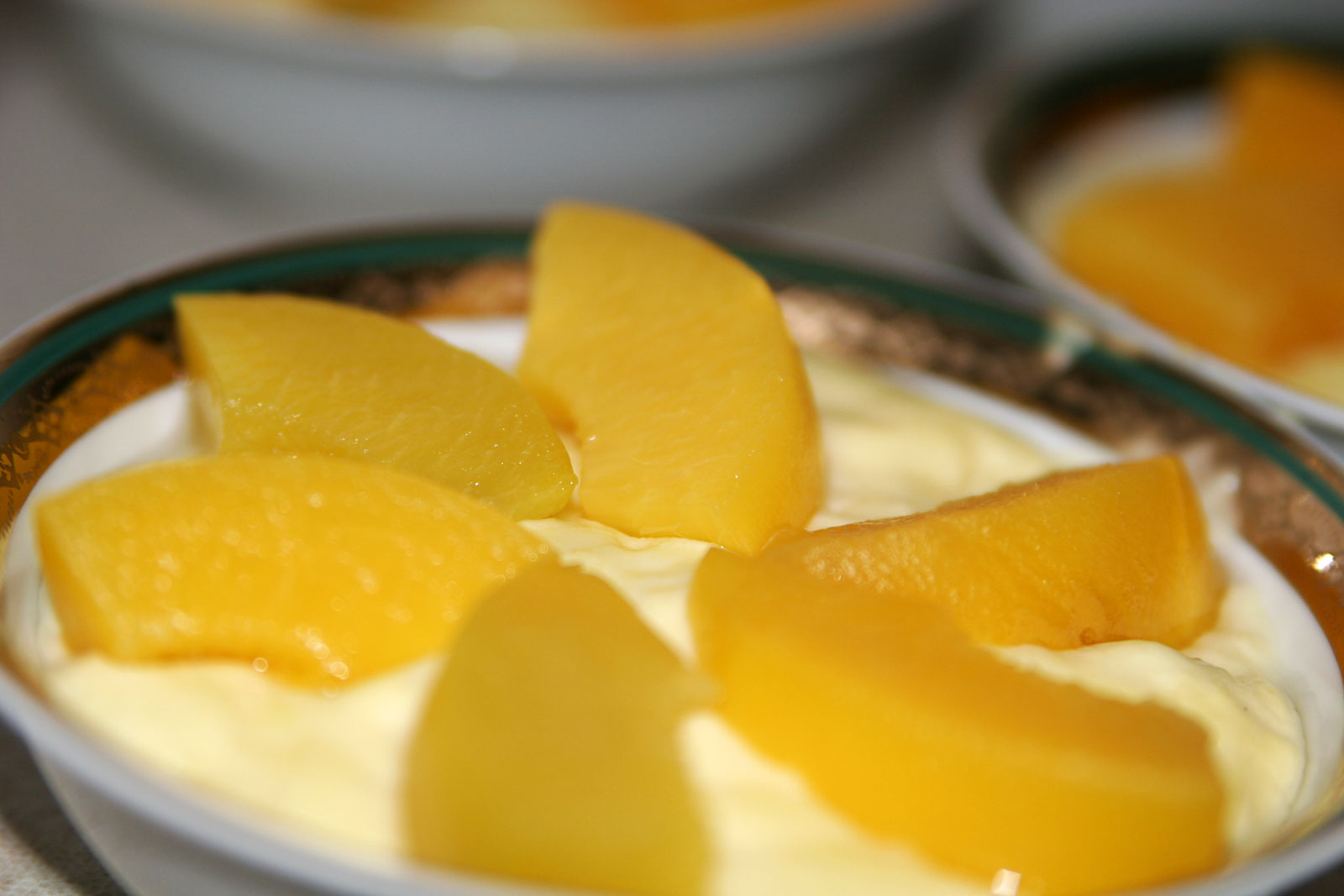
Món tráng miệng từ quả đào.

Đào (danh pháp khoa học: Prunus persica) là một loài cây được trồng để lấy quả hay hoa. Nó là một loài cây sớm rụng lá, thân gỗ nhỏ, có thể cao tới 5–10 m. Lá của nó có hình mũi mác, dài 7–15 cm và rộng 2–3 cm. Hoa nở vào đầu mùa đông, trước khi ra lá; hoa đơn hay có đôi, đường kính 2,5–3 cm, màu hồng với 5 cánh hoa. Quả đào cùng với quả của anh đào, mận, mơ là các loại quả hạch. Quả của nó có một hạt giống to được bao bọc trong một lớp vỏ gỗ cứng (gọi là "hột"), cùi thịt màu vàng hay ánh trắng, có mùi vị thơm ngon và lớp vỏ có lông tơ mềm như nhung.
Tên gọi khoa học persica có lẽ có từ niềm tin ban đầu của người châu Âu cho rằng đào có nguồn gốc ở khu vực Ba Tư (Persia), nay là Iran. Sự đồng thuận lớn trong giới các nhà thực vật học ngày nay đã cho rằng nó có nguồn gốc từ Trung Quốc và được đưa vào Ba Tư cũng như khu vực Địa Trung Hải theo con đường tơ lụa vào khoảng thời gian ban đầu của lịch sử nhân loại, có lẽ vào khoảng thiên niên kỷ 2 TCN (Huxley và những người khác, 1992).
Các giống đào trồng được chia thành hai loại là "hột rời" và "hột dính", phụ thuộc vào việc hột có dính với cùi thịt hay không; cả hai loại này đều có cùi thịt trắng hay vàng. Quả đào với cùi thịt trắng thông thường có vị rất ngọt và ít vị chua, trong khi loại có cùi thịt màu vàng thông thường có vị chua kèm theo vị ngọt, mặc dù điều này cũng có sự dao động lớn. Cả hai màu thông thường đều có các vệt đỏ trong lớp thịt của chúng. Loại đào cùi trắng, ít chua là phổ biến nhất tại Trung Quốc, Nhật Bản và các quốc gia châu Á xung quanh, trong khi người châu Âu và Bắc Mỹ ưa thích loại có cùi thịt màu vàng và có vị chua hơn. Ở Việt Nam, hoa đào được sử dụng để trưng Tết, phổ biến ở miền Bắc .
Năm 2018, Trung Quốc sản xuất 62% tổng sản lượng đào và mận trên toàn thế giới. Tây Ban Nha, Ý, Thổ Nhĩ Kỳ và Hy Lạp, tất cả nằm trong khu vực Địa Trung Hải, cũng là những nhà sản xuất quan trọng của loại trái cây này.

## Miêu tả

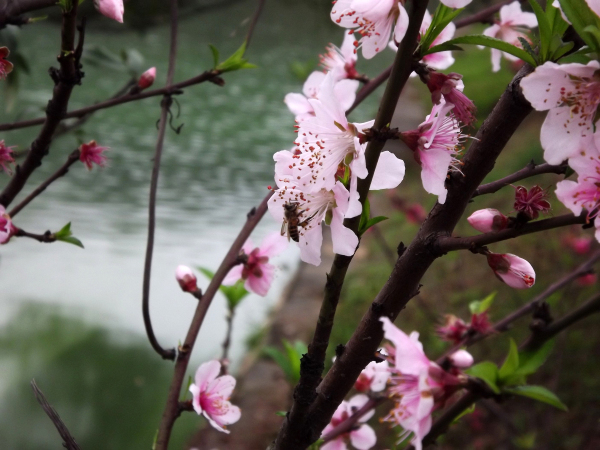
Hoa đào

Đào (Prunus persica) có thể đạt chiều cao và chiều rộng tối đa lên đến 7 m (23 ft), nhưng khi được tạo dáng chăm sóc đúng cách, thường cao và rộng khoảng 3–4 m (10–13 ft). Các lá có hình dạng mũi lao, dài từ 7–16 cm (3–6+1⁄2 in), rộng từ 2–3 cm (3⁄4–1+1⁄4 in), và có gân ven theo kiểu lồng cầu. Hoa nở vào đầu mùa xuân trước khi lá nảy lên; chúng thường nở đơn độc hoặc thành cặp, có đường kính từ 2.5 đến 3 cm, màu hồng, với năm cánh hoa. Trái đào có mùi thơm dịu và có thịt màu vàng hoặc trắng, với vỏ có thể mịn (đào) hoặc nhám (mận) tùy theo từng giống cây. Thịt trái đào rất mỏng và dễ bị tổn thương ở một số giống cây, nhưng lại khá cứng ở một số giống thương mại, đặc biệt khi trái còn xanh. Hạt đào lớn, duy nhất, có màu đỏ nâu, hình dáng bầu dục, dài từ 1.3 đến 2 cm, và được bao quanh bởi một lớp vỏ giống gỗ. Đào, cùng với anh đào, mận và mơ, thuộc nhóm các loại trái cây hạt (drupe). Một số giống truyền thống bao gồm 'Đào Ấn Độ', hoặc 'Đào Máu Ấn Độ', mà có thể chín vào cuối mùa hè và có màu từ đỏ và trắng, đến màu tím.
Các cây đào được trồng cho mục đích thương mại được phân thành hai loại, bám gốc và tự do, tùy thuộc vào việc thịt trái dính vào hạt hay không; cả hai loại có thể có thịt trắng hoặc vàng. Trái đào màu trắng thường rất ngọt và ít có axit, trong khi trái đào màu vàng thường có vị chua kết hợp với vị ngọt, mặc dù điều này cũng có sự biến đổi. Cả hai màu thường có một ít màu đỏ trên vỏ. Trái đào màu trắng, ít axit, là loại phổ biến nhất tại Trung Quốc, Nhật Bản và các nước châu Á lân cận, trong khi người châu Âu và Bắc Mỹ thường ưa chuộng các giống đào màu vàng có vị chua.
So với một số loại cây trái khác, cây đào có tuổi thọ ngắn. Ở một số vùng, các vườn đào thường được trồng lại sau 8 đến 10 năm, trong khi ở những vùng khác, cây có thể sản xuất trái tốt trong khoảng 20 đến 25 năm hoặc hơn, phụ thuộc vào sự kháng bệnh, sâu bệnh và thiệt hại mùa đông của chúng.

## Hóa thạch
Hóa thạch của phần endocarp với đặc điểm giống hệt với những trái đào hiện đại đã được tìm thấy trong các tầng cuối thời kỳ Pliocene tại Kunming, có niên đại khoảng 2,6 triệu năm trước. Vì không có bằng chứng cho thấy các cây này giống hệt với cây đào hiện đại theo các cách khác, nên tên Prunus kunmingensis đã được đặt cho những hóa thạch này.

## Hình ảnh

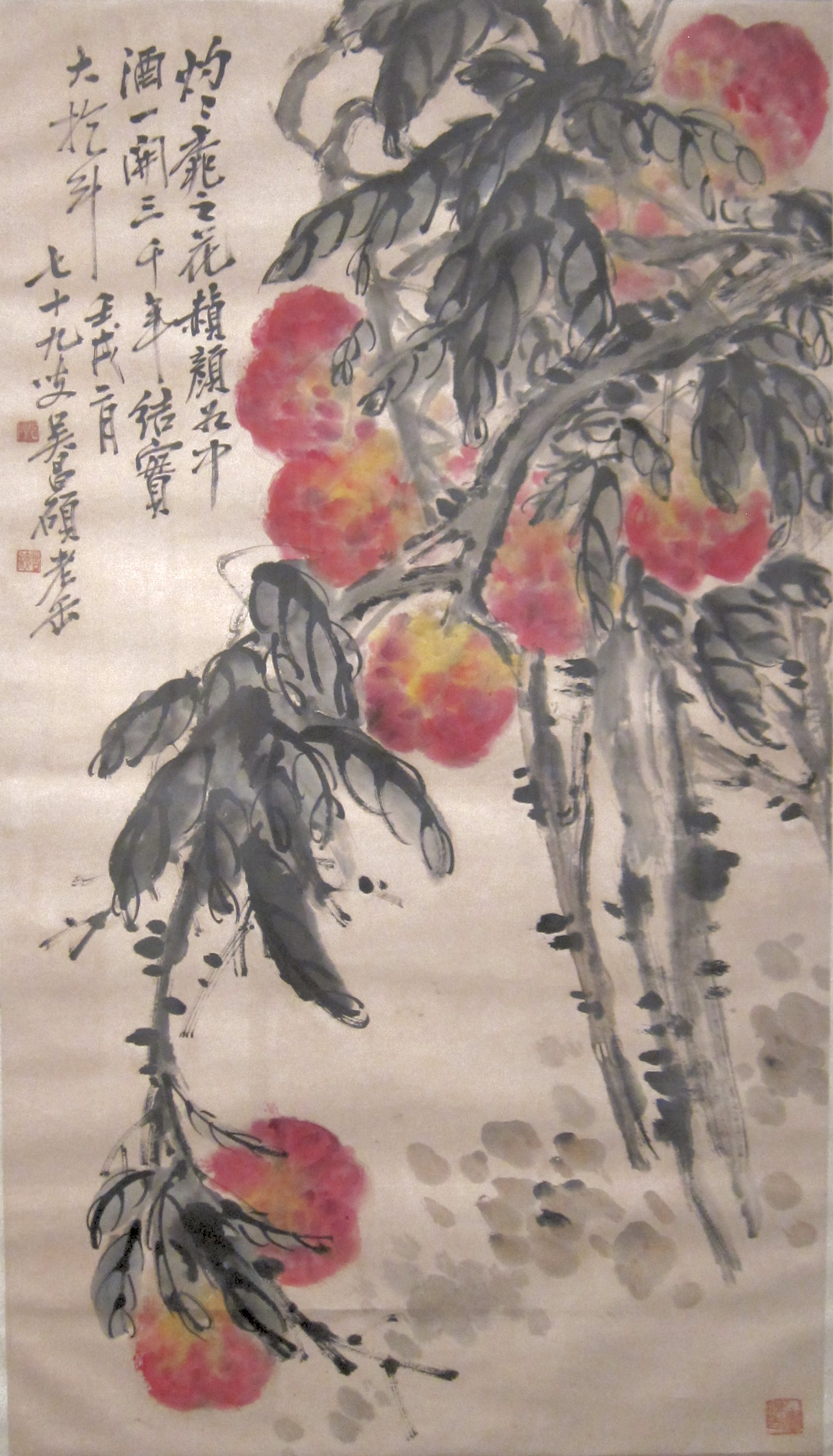
Tranh của Ngô Xương Thạc
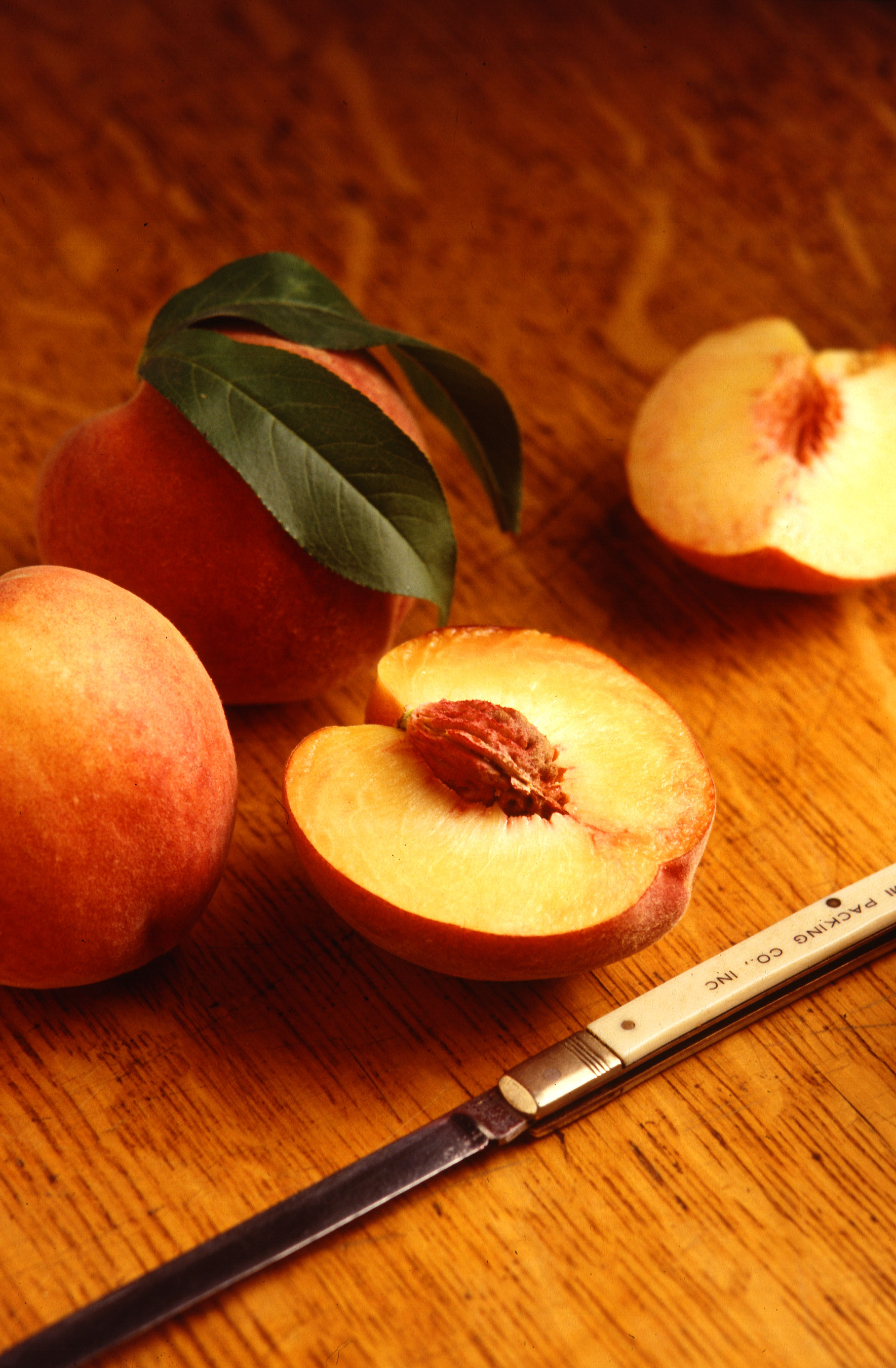
Quả đào Flavorcrest bổ đôi
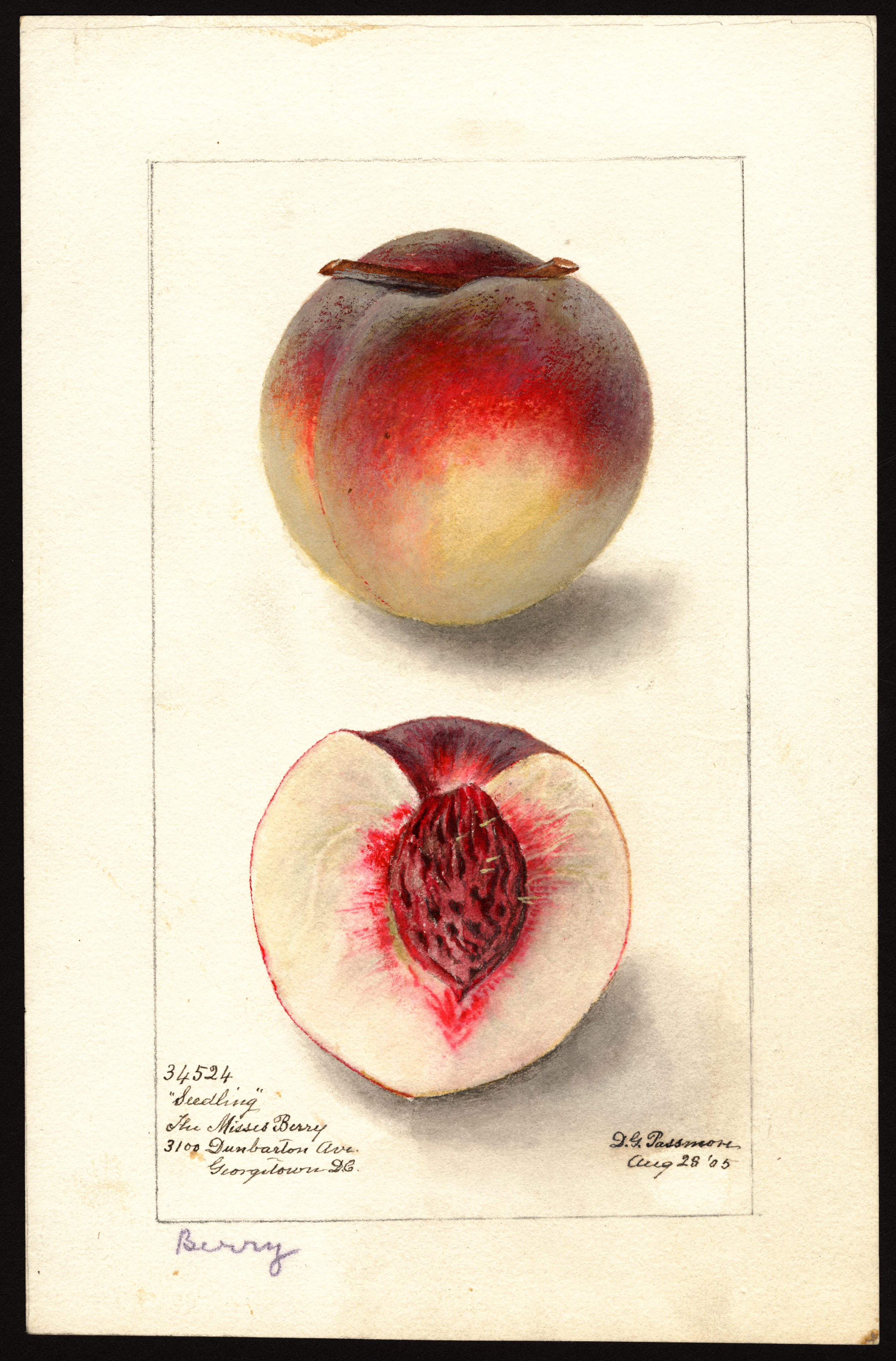
Quả đào (giống trồng 'Berry') tranh màu nước, 1895
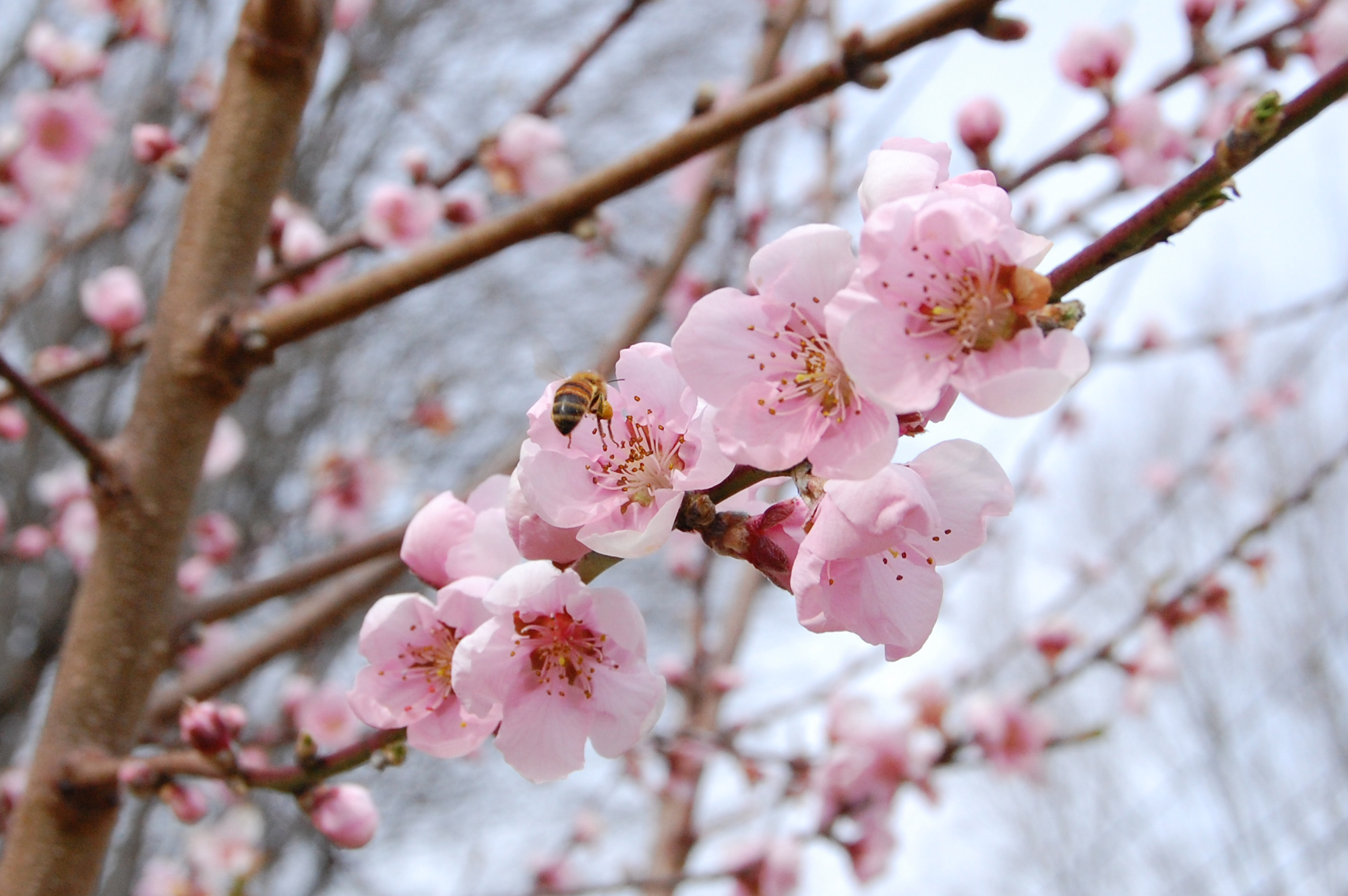
Hoa đào nở rộ và ong
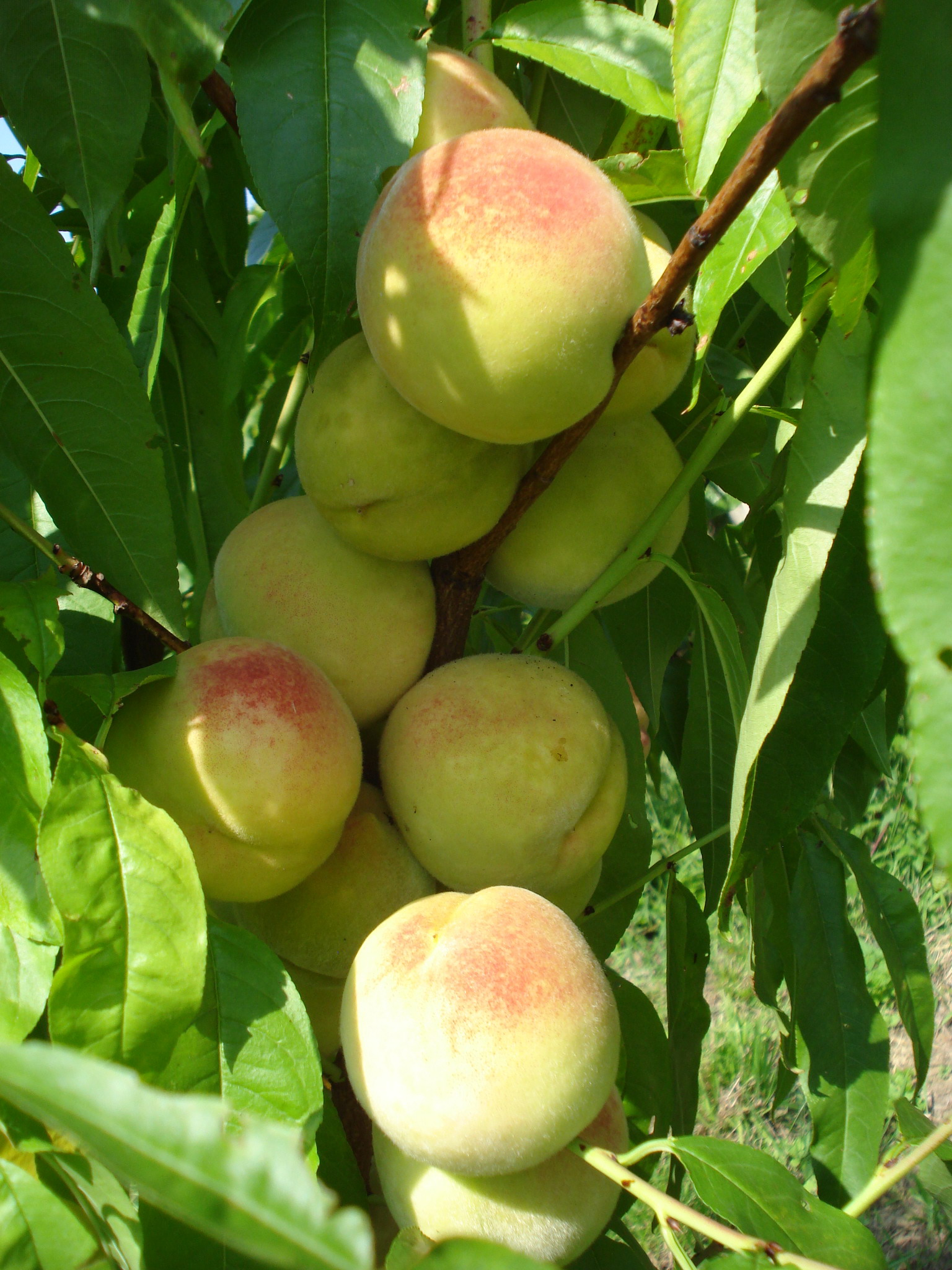
Quả đào chín trên cành
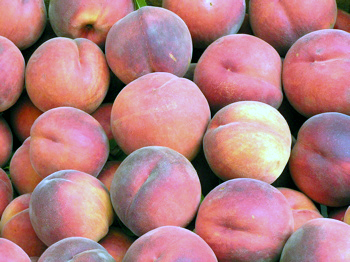
Những quả đào đã thu hái
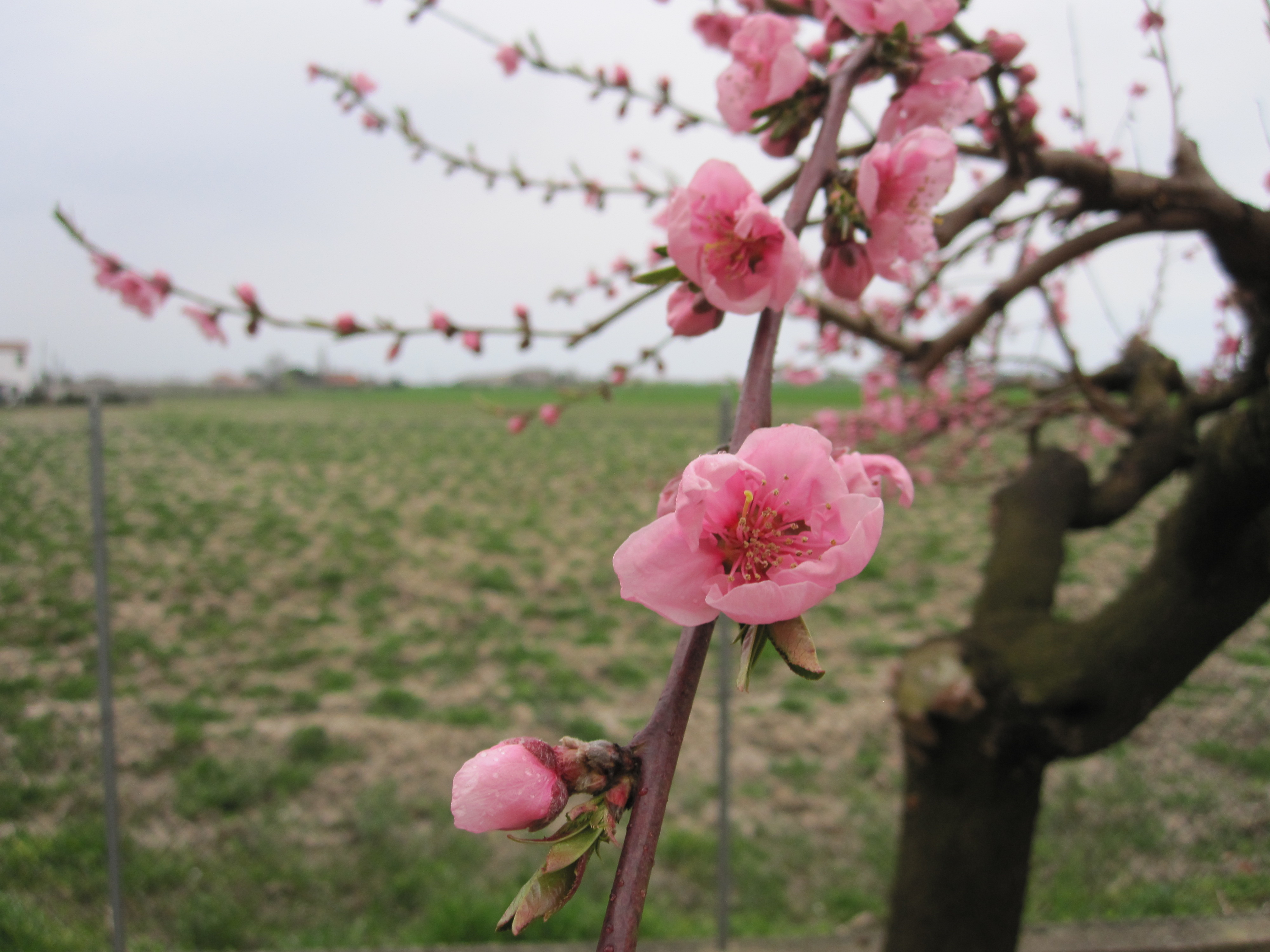
Hoa đào tại Ý
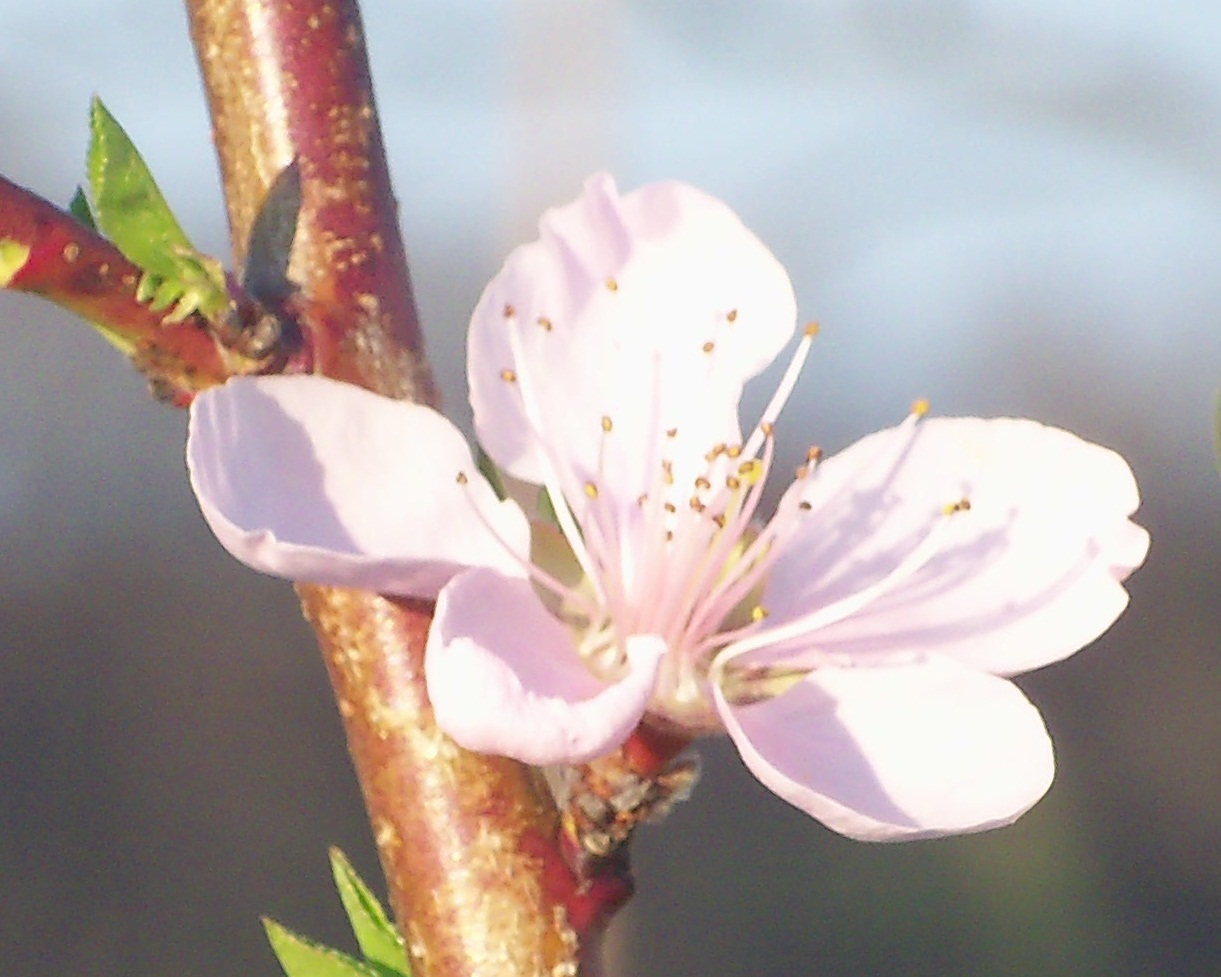
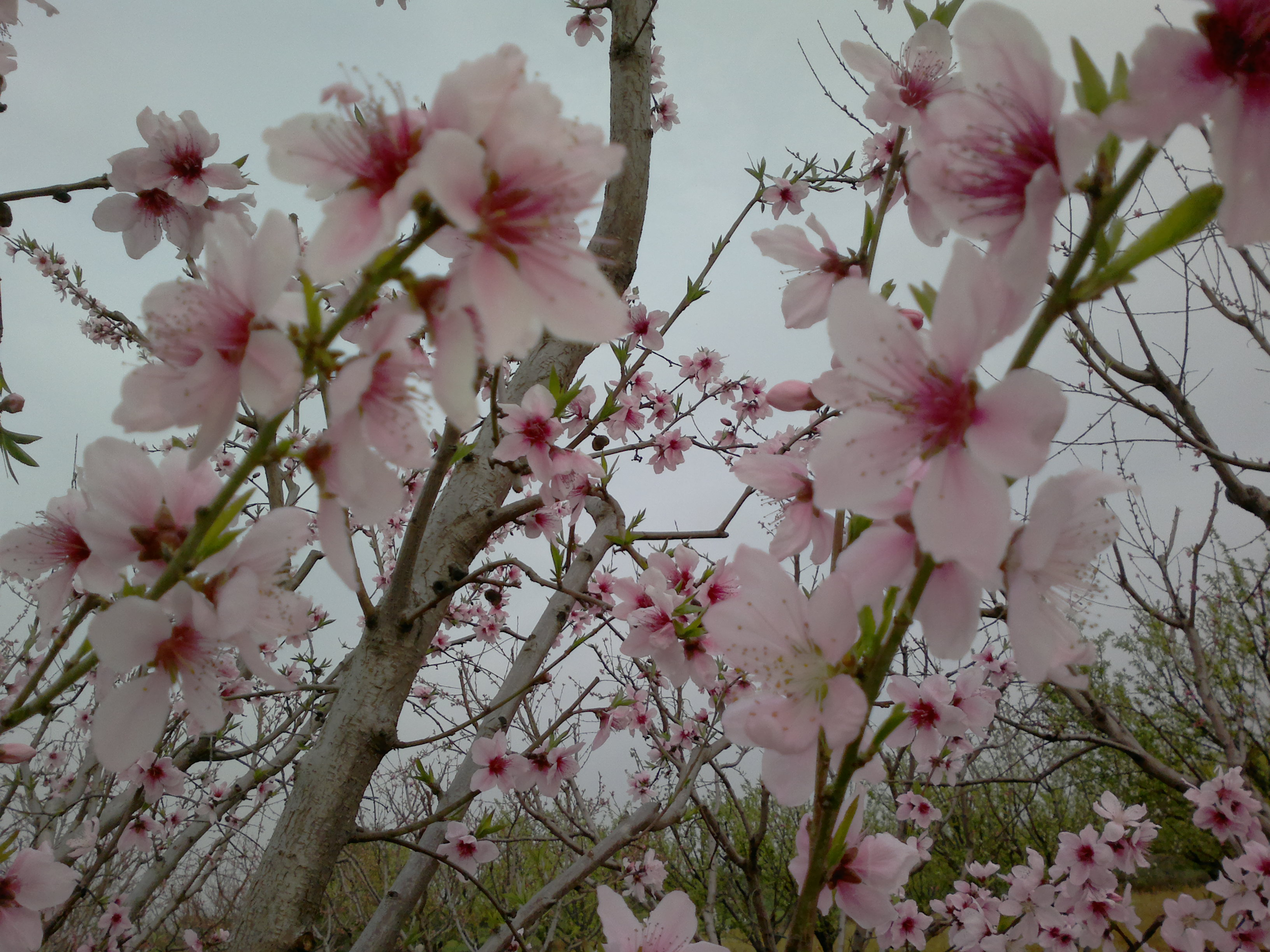
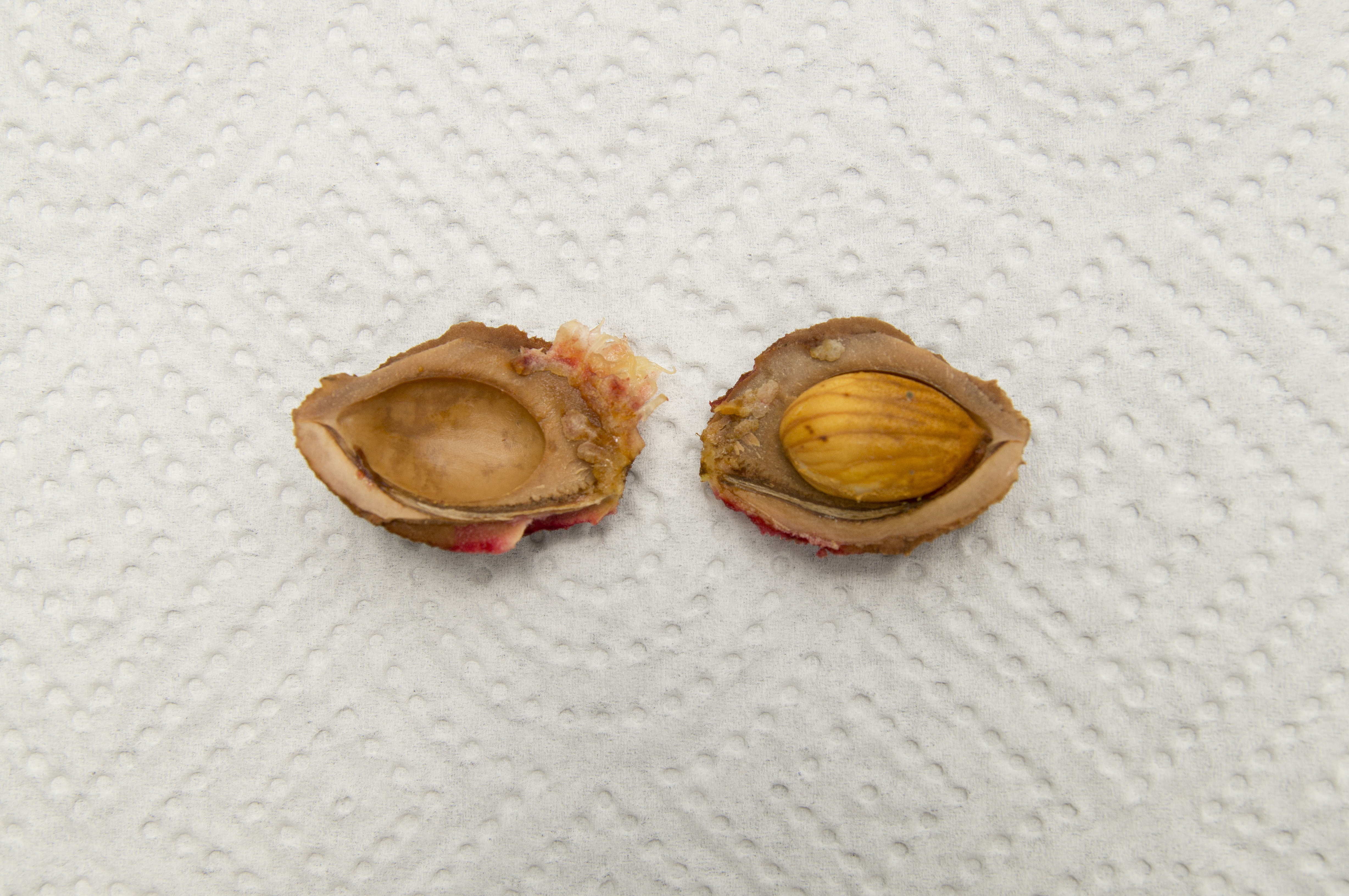
Hạt giống bên trong lớp vỏ cứng
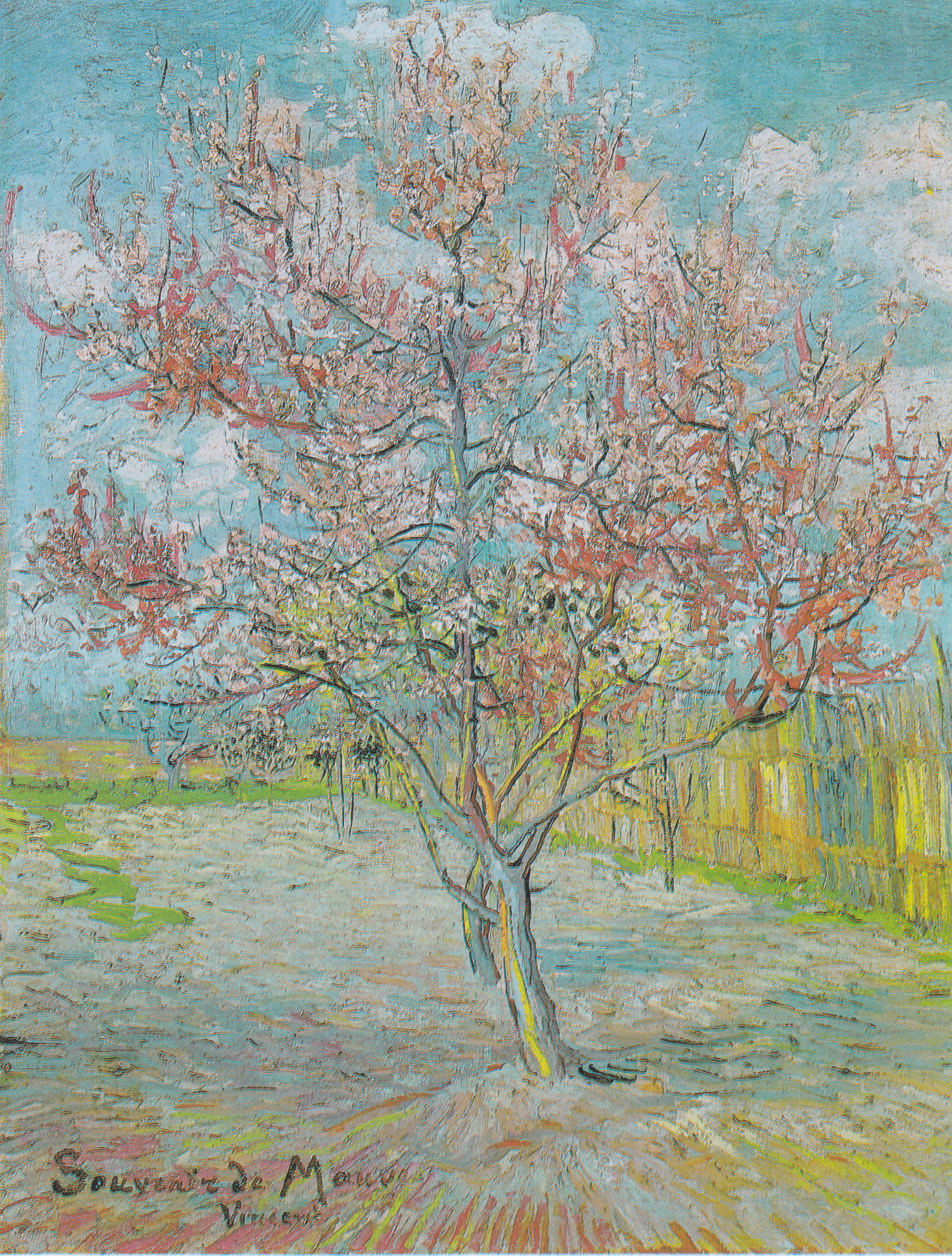
Van Gogh, Flowering peach tree (năm 1888)
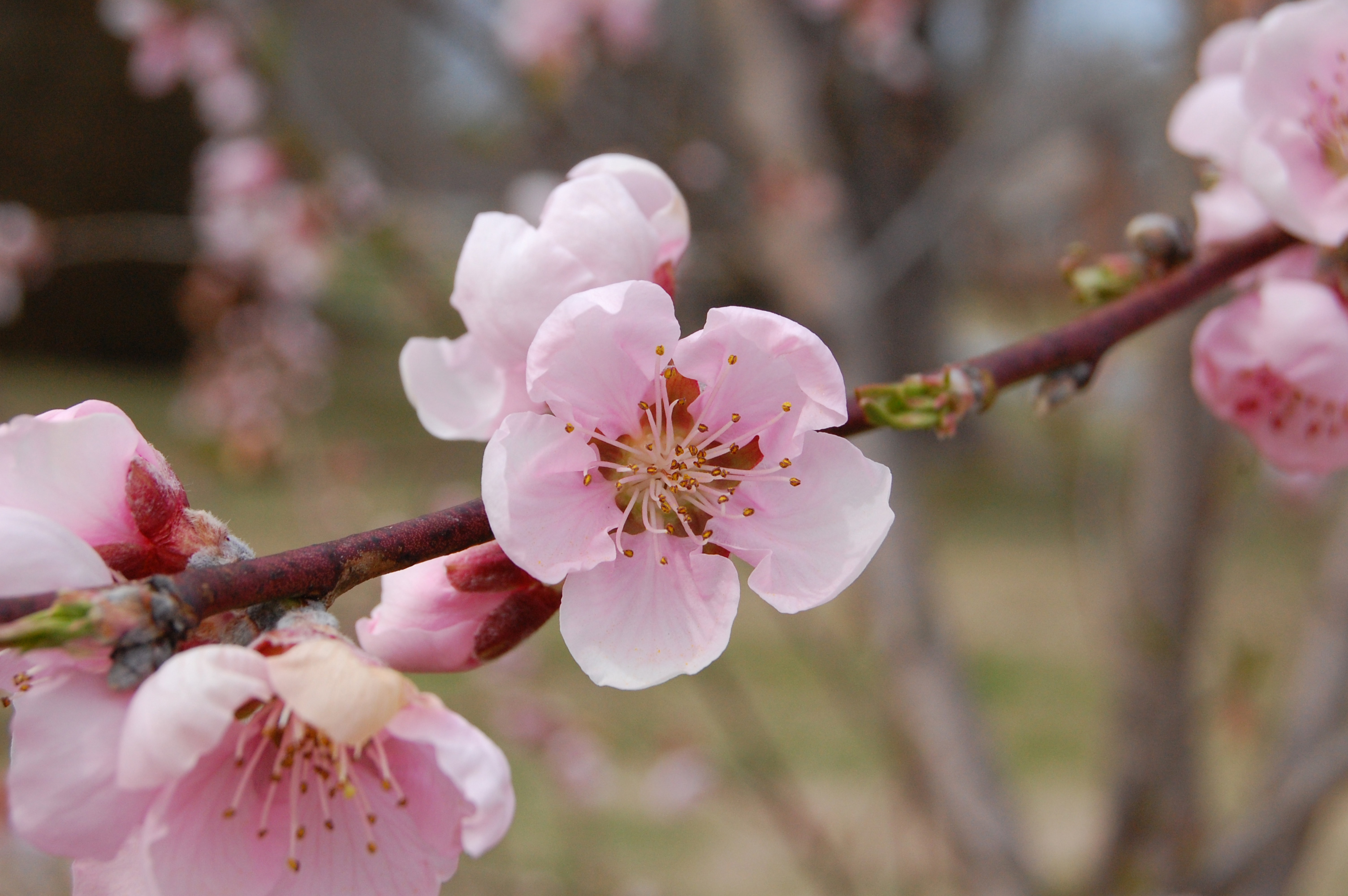
Hoa đào nở
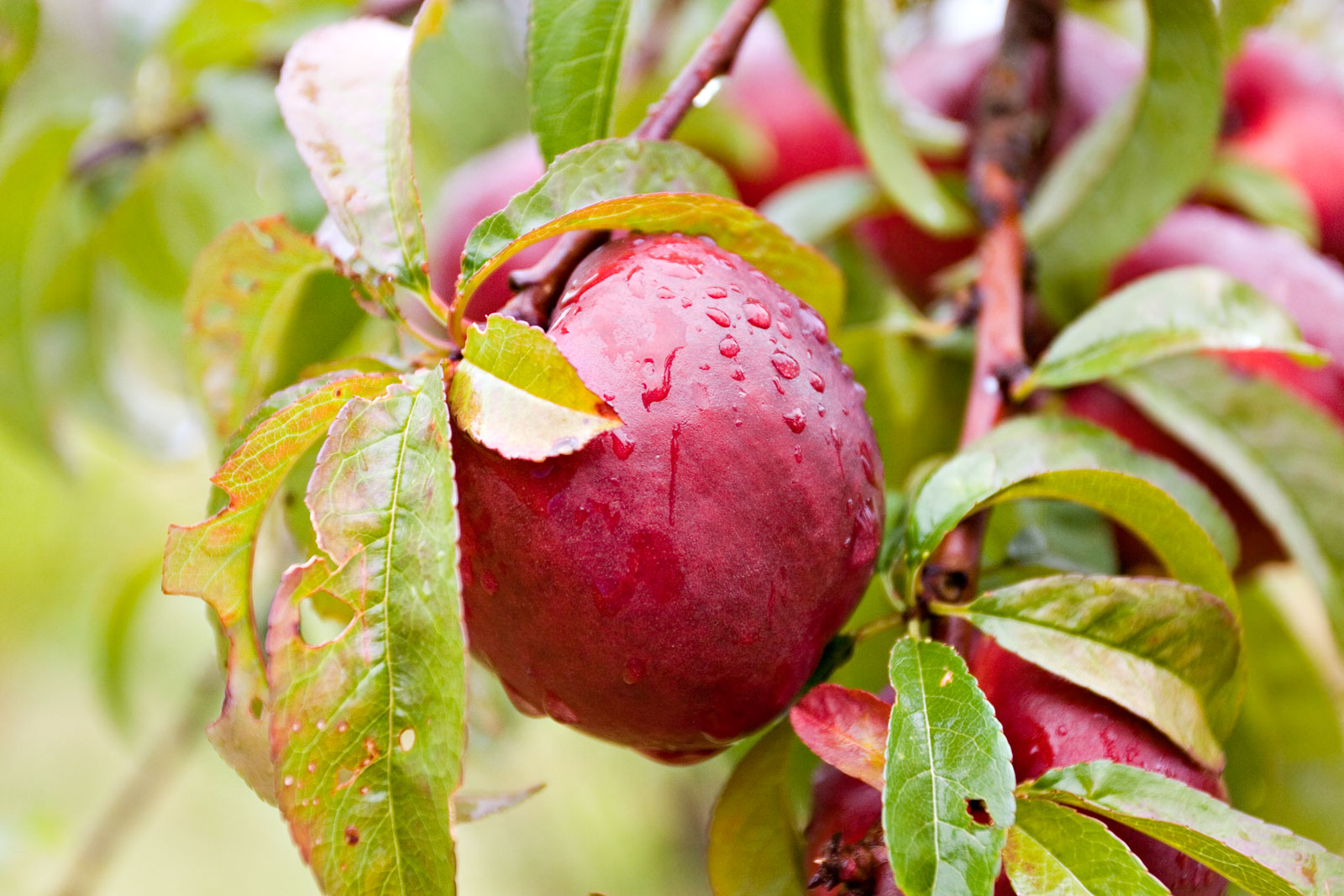
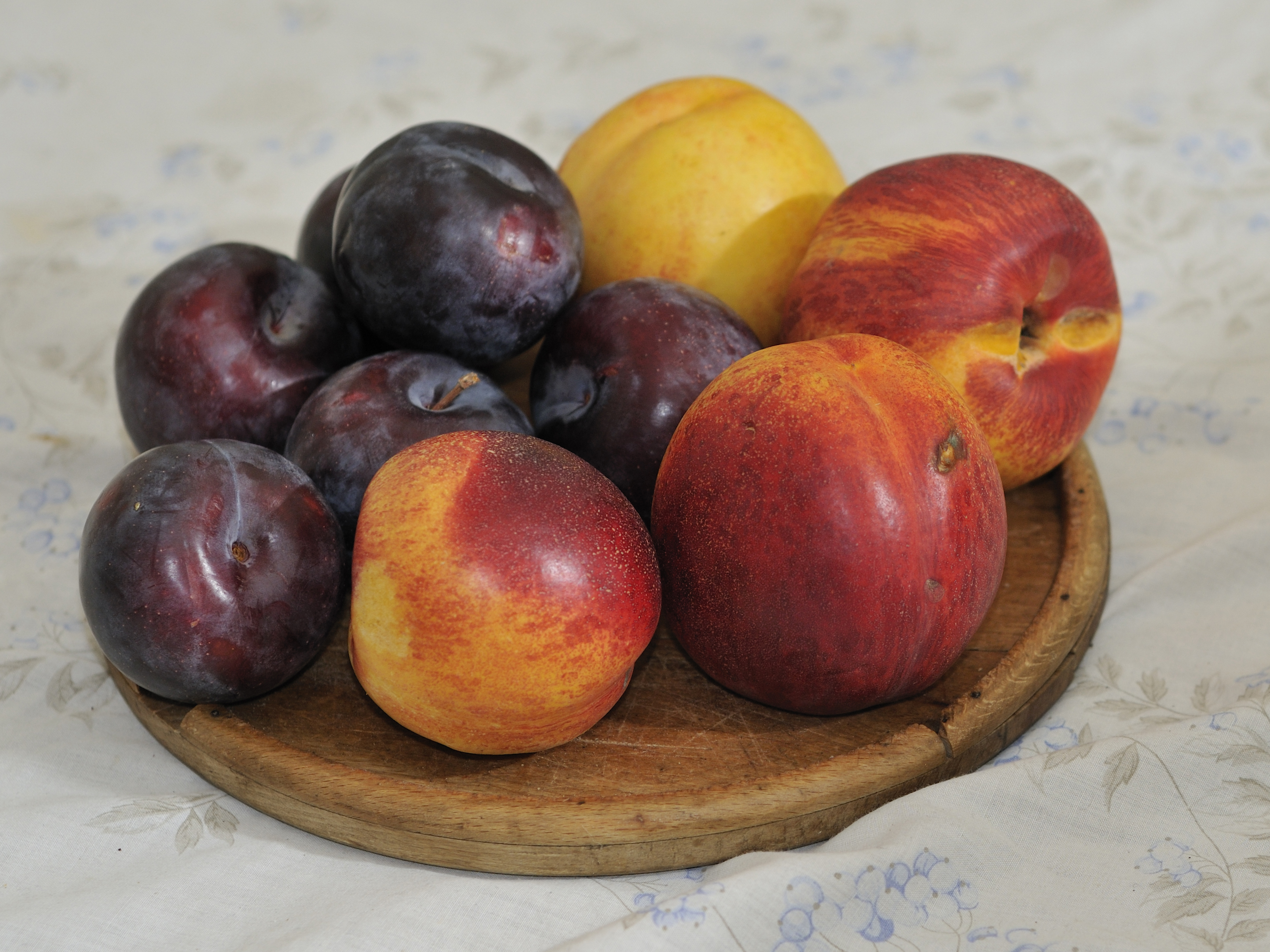